# Вуковський Врх
Вуковський Врх (словен. Vukovski Vrh) — поселення в общині Песниця, Подравський регіон‎, Словенія.